# Hotel Transilvania (film)
Hotel Transilvania este un film american de comedie animat din 2012, produs de Columbia Pictures și Sony Pictures Animation și distribuit de Sony Pictures Releasing. A fost regizat de Genndy Tartakovsky (în debutul său regizoral) dintr-un scenariu de Peter Baynham și Robert Smigel și dintr-o poveste de Todd Durham, Dan Hageman și Kevin Hageman, și prezintă vocile lui Adam Sandler, Andy Samberg, Selena Gomez, Kevin James, Steve Buscemi, David Spade, CeeLo Green, Fran Drescher, Molly Shannon, Jon Lovitz și Chris Parnell.

## Dublajul în limba română
- Claudiu Bleonț – Dracula[9]
- Gabriel Spahiu – Wayne, Vârcolacul[10]